# Inspektorat Zamość Armii Krajowej

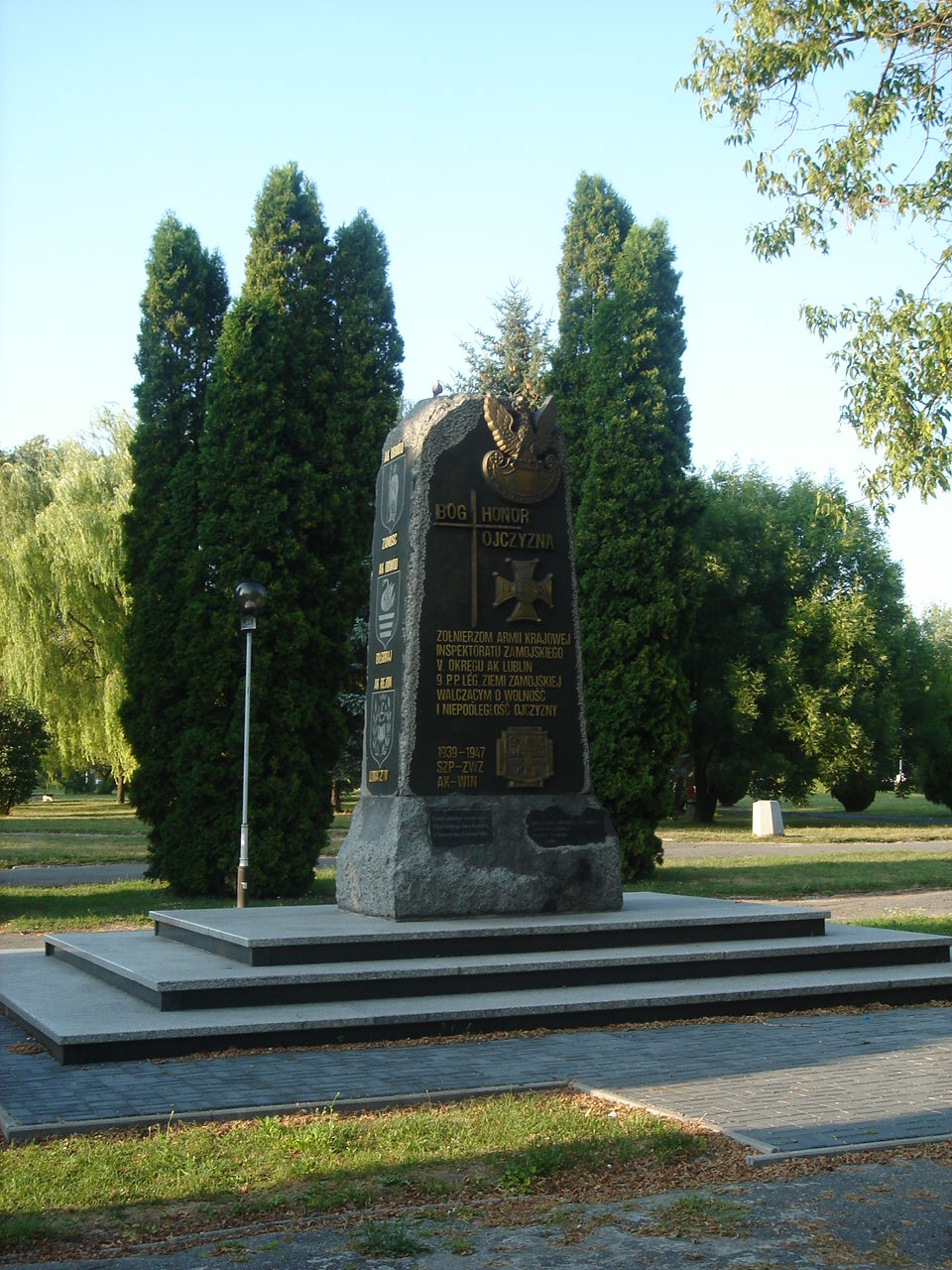
Pomnik Armii Krajowej w Zamościu

Inspektorat Zamość Armii Krajowej – terenowa struktura Okręgu Lublin Armii Krajowej.

## Formowanie i działania w inspektoracie
W okresie Akcji Burza na terenie inspektoratu walczyły oddziały 9 pułku piechoty AK mjr. Stanisława Prusa „Adama”. 21 lipca batalion mjr. Wilhelma Szczepankiewicza „Drugaka” wyzwolił Bełżec, a z wojskami sowieckimi zdobywał Tomaszów Lubelski. Batalion por. Adama Piotrowskiego „Doliny” obronił mosty w Bondyrzu i Kaczórkach. Współdziałał z oddziałami sowieckimi w walkach o Zwierzyniec i Frampol.
Batalion ppor. Stefana Kwaśniewskiego „Wiktora” atakował Niemców koło Majdanu Wojsławickiego, pod Majdanem Nowym i w Grabowcu. Oddział partyzancki por. Józefa Śmiecha „Ciąga” walczył w Skierbieszowie i w rejonie Izbicy oraz Orłowa.
Zgrupowanie kpt. Jana Pstrockiego „Wacława” uczestniczyło w starciach w Topólczy, na drodze Topólcza-Czarnystok, Szczebrzeszyn-Gorajec. 24 lipca zajęty został Szczebrzeszyn. Oddziały 9 pp operowały także na drodze Zwierzyniec-Biłgoraj.

## Skład organizacyjny
Organizacja w 1944:
- Obwód Zamość
- Obwód Tomaszów Lubelski
- Obwód Hrubieszów
- Obwód Biłgoraj